# Araneus acronotus
Araneus acronotus este o specie de păianjeni din genul Araneus, familia Araneidae. A fost descrisă pentru prima dată de Grube, 1861. Conform Catalogue of Life specia Araneus acronotus nu are subspecii cunoscute.